# Championnats d'Europe de patinage artistique 1998
Navigation
Édition précédente Édition suivante
Les championnats d'Europe de patinage artistique 1998 ont lieu du 11 au 18 janvier 1998 au Mediolanum Forum près de Milan en Italie.

## Qualifications
Les patineurs sont éligibles à l'épreuve s'ils représentent une nation européenne membre de l'Union internationale de patinage (International Skating Union en anglais) et s'ils ont atteint l'âge de 15 ans avant le 1er juillet 1997 dans leur pays de naissance. Les fédérations nationales sélectionnent leurs patineurs en fonction de leurs propres critères.
Sur la base des résultats des championnats d'Europe 1997, l'Union internationale de patinage autorise chaque pays à avoir de une à trois inscriptions par discipline.
| Entrées                                                           | Messieurs                                                  | Dames                            | Couples                                  | Danse sur glace                          |
| ----------------------------------------------------------------- | ---------------------------------------------------------- | -------------------------------- | ---------------------------------------- | ---------------------------------------- |
| 3                                                                 | Russie Ukraine                                             | Russie Ukraine                   | Allemagne Russie                         | France Russie                            |
| 2                                                                 | Allemagne Azerbaïdjan Bulgarie Danemark France Royaume-Uni | Allemagne France Hongrie Pologne | France Grèce Pologne Royaume-Uni Ukraine | Italie Lituanie Pologne Tchéquie Ukraine |
| Si non répertorié ci-dessus, une seule inscription est autorisée. |                                                            |                                  |                                          |                                          |

## Podiums
| Épreuves                            | Or                                   | Argent                               | Bronze                             |
| ----------------------------------- | ------------------------------------ | ------------------------------------ | ---------------------------------- |
| Messieurs résultats détaillés       | Aleksey Yagudin                      | Evgeni Plushenko                     | Aleksandr Abt                      |
| Dames résultats détaillés           | Maria Butyrskaya                     | Irina Sloutskaïa                     | Tanja Szewczenko                   |
| Couples résultats détaillés         | Elena Berejnaïa / Anton Sikharulidze | Oksana Kazakova / Artur Dmitriev     | Sarah Abitbol / Stéphane Bernadis  |
| Danse sur glace résultats détaillés | Oksana Grichtchouk / Ievgueni Platov | Anzhelika Krylova / Oleg Ovsiannikov | Marina Anissina / Gwendal Peizerat |

## Tableau des médailles
| Rang  | Nation    | Or | Argent | Bronze | Total |
| ----- | --------- | -- | ------ | ------ | ----- |
| 1     | Russie    | 4  | 4      | 1      | 9     |
| 2     | France    | 0  | 0      | 2      | 2     |
| 3     | Allemagne | 0  | 0      | 1      | 1     |
| Total | Total     | 4  | 4      | 4      | 12    |

## Détails des compétitions
Pour la saison 1997/1998, les calculs des points se font selon la méthode suivante :
- chez les Messieurs, les Dames et les Couples artistiques (0.5 point par place pour le programme court, 1 point par place pour le programme libre)
- en danse sur glace (0.4 point par place pour les deux danses imposées, 0.6 point par place pour la danse originale, 1 point par place pour la danse libre)

### Messieurs
| Rang                                        | Nom                    | Nation      | Points | Prog. court | Prog. libre |
| ------------------------------------------- | ---------------------- | ----------- | ------ | ----------- | ----------- |
| 1                                           | Aleksey Yagudin        | Russie      | 1.5    | 1           | 1           |
| 2                                           | Evgeni Plushenko       | Russie      | 3.5    | 3           | 2           |
| 3                                           | Aleksandr Abt          | Russie      | 5.0    | 2           | 4           |
| 4                                           | Andrejs Vlascenko      | Allemagne   | 7.0    | 4           | 5           |
| 5                                           | Philippe Candeloro     | France      | 7.5    | 9           | 3           |
| 6                                           | Steven Cousins         | Royaume-Uni | 9.5    | 7           | 6           |
| 7                                           | Vyacheslav Zahorodnyuk | Ukraine     | 10.0   | 6           | 7           |
| 8                                           | Dmytro Dmytrenko       | Ukraine     | 10.5   | 5           | 8           |
| 9                                           | Michael Tyllesen       | Danemark    | 13.0   | 8           | 9           |
| 10                                          | Ivan Dinev             | Bulgarie    | 16.0   | 12          | 10          |
| 11                                          | Gilberto Viadana       | Italie      | 17.5   | 11          | 12          |
| 12                                          | Patrick Meier          | Suisse      | 18.0   | 14          | 11          |
| 13                                          | Michael Shmerkin       | Israël      | 19.0   | 10          | 14          |
| 14                                          | Thierry Cérez          | France      | 21.0   | 16          | 13          |
| 15                                          | Robert Grzegorczyk     | Pologne     | 22.5   | 15          | 15          |
| 16                                          | Margus Hernits         | Estonie     | 26.5   | 21          | 16          |
| 17                                          | Szabolcs Vidrai        | Hongrie     | 26.5   | 19          | 17          |
| 18                                          | Cornel Gheorghe        | Roumanie    | 26.5   | 13          | 20          |
| 19                                          | Sven Meyer             | Allemagne   | 27.0   | 18          | 18          |
| 20                                          | Patrick Schmit         | Luxembourg  | 30.5   | 23          | 19          |
| 21                                          | Róbert Kažimír         | Slovaquie   | 32.0   | 22          | 21          |
| 22                                          | Johnny Rønne Jensen    | Danemark    | 32.5   | 17          | 24          |
| 23                                          | Markus Leminen         | Finlande    | 33.0   | 20          | 23          |
| 24                                          | Radek Horák            | Tchéquie    | 34.0   | 24          | 22          |
| Patineurs éliminés après le programme court |                        |             |        |             |             |
| 25                                          | Hristo Turlakov        | Bulgarie    |        | 25          | NC          |
| 26                                          | Vakhtang Murvanidze    | Géorgie     |        | 26          | NC          |
| 27                                          | Sergei Telenkov        | Lettonie    |        | 27          | NC          |
| 28                                          | Jan Čejvan             | Slovénie    |        | 28          | NC          |
| 29                                          | Daniel Peinado         | Espagne     |        | 29          | NC          |
| 30                                          | Matthew van den Broeck | Belgique    |        | 30          | NC          |
| Forfait                                     | Igor Pashkevich        | Azerbaïdjan |        | NC          | NC          |

### Dames
| Rang                                          | Nom                   | Nation      | Points | Prog. court | Prog. libre |
| --------------------------------------------- | --------------------- | ----------- | ------ | ----------- | ----------- |
| 1                                             | Maria Butyrskaya      | Russie      | 3.5    | 5           | 1           |
| 2                                             | Irina Sloutskaïa      | Russie      | 3.5    | 3           | 2           |
| 3                                             | Tanja Szewczenko      | Allemagne   | 3.5    | 1           | 3           |
| 4                                             | Elena Liashenko       | Ukraine     | 7.5    | 7           | 4           |
| 5                                             | Krisztina Czakó       | Hongrie     | 8.0    | 4           | 6           |
| 6                                             | Surya Bonaly          | France      | 8.0    | 2           | 7           |
| 7                                             | Julia Soldatova       | Russie      | 10.5   | 11          | 5           |
| 8                                             | Julia Lautowa         | Autriche    | 14.0   | 12          | 8           |
| 9                                             | Julia Vorobieva       | Azerbaïdjan | 14.0   | 10          | 9           |
| 10                                            | Alisa Drei            | Finlande    | 14.5   | 9           | 10          |
| 11                                            | Vanessa Gusmeroli     | France      | 15.0   | 8           | 11          |
| 12                                            | Yulia Lavrenchuk      | Ukraine     | 15.0   | 6           | 12          |
| 13                                            | Mojca Kopač           | Slovénie    | 20.5   | 15          | 13          |
| 14                                            | Zuzana Paurova        | Slovaquie   | 21.5   | 13          | 15          |
| 15                                            | Tony Bombardieri      | Italie      | 24.0   | 14          | 17          |
| 16                                            | Sabina Wojtala        | Pologne     | 24.5   | 17          | 16          |
| 17                                            | Júlia Sebestyén       | Hongrie     | 25.0   | 22          | 14          |
| 18                                            | Helena Grundberg      | Suède       | 27.0   | 18          | 18          |
| 19                                            | Ivana Jakupcevic      | Croatie     | 29.0   | 16          | 21          |
| 20                                            | Sofia Penkova         | Bulgarie    | 29.5   | 19          | 20          |
| 21                                            | Ekaterina Golovatenko | Estonie     | 30.5   | 23          | 19          |
| 22                                            | Marion Krijgsman      | Pays-Bas    | 33.5   | 21          | 23          |
| 23                                            | Katerina Blohonova    | Tchéquie    | 34.0   | 24          | 22          |
| 24                                            | Valeria Trifancova    | Lettonie    | 34.0   | 20          | 24          |
| Patineuses éliminées après le programme court |                       |             |        |             |             |
| 25                                            | Anina Fivian          | Suisse      |        | 25          | NC          |
| 26                                            | Kaja Hanevold         | Norvège     |        | 26          | NC          |
| 27                                            | Salome Chigogidze     | Géorgie     |        | 27          | NC          |
| 28                                            | Marta Senra           | Espagne     |        | 28          | NC          |
| 29                                            | Noemi Bedo            | Roumanie    |        | 29          | NC          |
| 30                                            | Ellen Mareels         | Belgique    |        | 30          | NC          |

### Couples
| Rang    | Nom                                     | Nation      | Points | Prog. court | Prog. libre |
| ------- | --------------------------------------- | ----------- | ------ | ----------- | ----------- |
| 1       | Elena Berejnaïa / Anton Sikharulidze    | Russie      | 1.5    | 1           | 1           |
| 2       | Oksana Kazakova / Artur Dmitriev        | Russie      | 3.5    | 3           | 2           |
| 3       | Sarah Abitbol / Stéphane Bernadis       | France      | 4.0    | 2           | 3           |
| 4       | Dorota Zagórska / Mariusz Siudek        | Pologne     | 6.0    | 4           | 4           |
| 5       | Peggy Schwarz / Mirko Müller            | Allemagne   | 8.0    | 6           | 5           |
| 6       | Evgenia Filonenko / Igor Marchenko      | Ukraine     | 8.5    | 5           | 6           |
| 7       | Julia Obertas / Dmitri Palamarchuk      | Ukraine     | 11.0   | 8           | 7           |
| 8       | Kateřina Beránková / Otto Dlabola       | Tchéquie    | 11.5   | 7           | 8           |
| 9       | Inga Rodionova / Alexander Anichenko    | Azerbaïdjan | 13.5   | 9           | 9           |
| 10      | Marsha Poluiashenko / Andrew Seabrook   | Royaume-Uni | 15.0   | 10          | 10          |
| 11      | Elaine Asanakis / Joel McKeever         | Grèce       | 16.5   | 11          | 11          |
| 12      | Oľga Beständigová / Jozef Beständig     | Slovaquie   | 18.0   | 12          | 12          |
| 13      | Ekaterina Nekrassova / Valdis Mintals   | Lettonie    | 20.0   | 14          | 13          |
| 14      | Maria Krasiltseva / Alexander Chestnikh | Arménie     | 20.5   | 13          | 14          |
| Forfait | Marina Eltsova / Andrei Bushkov         | Russie      |        | NC          | NC          |

### Danse sur glace
| Rang | Nom                                     | Nation      | Points | Danse imposée 1 | Danse imposée 2 | Danse originale | Danse libre |
| ---- | --------------------------------------- | ----------- | ------ | --------------- | --------------- | --------------- | ----------- |
| 1    | Oksana Grichtchouk / Ievgueni Platov    | Russie      | 2.6    | 1               | 1               | 2               | 1           |
| 2    | Anzhelika Krylova / Oleg Ovsiannikov    | Russie      | 3.4    | 2               | 2               | 1               | 2           |
| 3    | Marina Anissina / Gwendal Peizerat      | France      | 6.0    | 3               | 3               | 3               | 3           |
| 4    | Irina Lobatcheva / Ilia Averboukh       | Russie      | 8.0    | 4               | 4               | 4               | 4           |
| 5    | Barbara Fusar-Poli / Maurizio Margaglio | Italie      | 10.0   | 5               | 5               | 5               | 5           |
| 6    | Margarita Drobiazko / Povilas Vanagas   | Lituanie    | 12.4   | 7               | 7               | 6               | 6           |
| 7    | Sophie Moniotte / Pascal Lavanchy       | France      | 13.6   | 6               | 6               | 7               | 7           |
| 8    | Irina Romanova / Igor Yaroshenko        | Ukraine     | 16.0   | 8               | 8               | 8               | 8           |
| 9    | Kati Winkler / René Lohse               | Allemagne   | 18.6   | 10              | 11              | 9               | 9           |
| 10   | Tatiana Navka / Nikolai Morozov         | Biélorussie | 20.4   | 9               | 10              | 11              | 10          |
| 11   | Sylwia Nowak / Sebastian Kolasiński     | Pologne     | 21.0   | 11              | 9               | 10              | 11          |
| 12   | Galit Chait / Sergei Sakhnovski         | Israël      | 24.8   | 14              | 14              | 12              | 12          |
| 13   | Diane Gerencser / Pasquale Camerlengo   | Italie      | 25.8   | 13              | 12              | 13              | 13          |
| 14   | Kateřina Mrázová / Martin Šimeček       | Tchéquie    | 27.4   | 12              | 13              | 14              | 14          |
| 15   | Isabelle Delobel / Olivier Schoenfelder | France      | 30.2   | 16              | 15              | 15              | 15          |
| 16   | Albena Denkova / Maxim Staviski         | Bulgarie    | 31.8   | 15              | 16              | 16              | 16          |
| 17   | Zuzana Merzova / Tomas Morbacher        | Slovaquie   | 34.4   | 18              | 18              | 17              | 17          |
| 18   | Charlotte Clements / Gary Shortland     | Royaume-Uni | 36.6   | 19              | 20              | 18              | 18          |
| 19   | Angelika Führing / Bruno Ellinger       | Autriche    | 38.2   | 20              | 19              | 19              | 19          |
| 20   | Ksenia Smetanenko / Samvel Gezalian     | Arménie     | 40.4   | 17              | 17              | 21              | 21          |
| 21   | Kornélia Bárány / András Rosnik         | Hongrie     | 40.8   | 23              | 22              | 20              | 20          |
| 22   | Eliane Hugentobler / Daniel Hugentobler | Suisse      | 43.8   | 22              | 21              | 22              | 22          |
| 23   | Kristina Kalesnik / Alexander Terentjev | Estonie     | 45.6   | 21              | 23              | 23              | 23          |